# Davenport (Florida)
Davenport è una città degli Stati Uniti d'America situata nella contea di Polk, in Florida.